# Suor Angelica
(Suor Angelica)
Suor Angelica è un'opera lirica in un atto di Giacomo Puccini, su libretto di Giovacchino Forzano.
Fa parte del Trittico.
La prima assoluta ebbe luogo il 14 dicembre 1918 al Metropolitan di New York con Geraldine Farrar, Flora Perini e Minnie Egener e fino al 2009 ha avuto 74 rappresentazioni. 

È tra le poche opere ad avere una così grande maggioranza di personaggi femminili presenti in scena la maggior parte del tempo; tuttavia, oltre alle voci maschili che appaiono alla fine nel coro degli Angeli, è da considerare che la vicenda scaturisce dall'antefatto del figlio avuto dalla protagonista, figlio che si manifesta durante il miracolo che chiude l'opera. 
Fra le tre opere che compongono il Trittico era la preferita da Puccini. 
Il 1º maggio 1917 Puccini scrisse al suo amico Pietro Panichelli (un frate domenicano che già lo aveva aiutato per le sonorità religiose di Tosca): «Scrivo un'opera claustrale o monacale. Mi occorrono dunque diverse parole latine ad hoc. La mia scienza non arriva fino… al cielo vostro».
Puccini aveva una sorella di nome Iginia, che era diventata madre superiora del convento delle monache agostiniane della frazione di Vicopelago di Lucca, alle quali il maestro fece ascoltare l'opera al pianoforte, lasciandole profondamente commosse. Grazie alla sorella, a cui era molto legato, Puccini poté apprendere com'era la vita in un convento femminile, che ritrasse con grande realismo nella sua opera.
La prima europea è stata al Teatro Costanzi di Roma l'11 gennaio 1919 (all'interno de "Il trittico") diretta da Gino Marinuzzi (1882-1945) con Gilda Dalla Rizza alla presenza del compositore che aggiunse l'aria Senza mamma che in seguito divenne famosa.

## Trama
L'azione si svolge verso la fine del XVII secolo, tra le mura di un monastero, non specificato nel libretto; la scenografia della prima rappresentazione fu comunque visivamente ispirata alla Pieve di Santa Maria Assunta a Cellole, vicino San Gimignano.
Da sette anni Suor Angelica, di famiglia aristocratica, ha forzatamente abbracciato la vita monastica per scontare un peccato d'amore. Durante questo lungo periodo non ha saputo più nulla del bambino nato da quell'amore, che le era stato strappato a forza subito dopo la nascita.
L'attesa sembra finalmente terminata: nel parlatorio del monastero Suor Angelica trova la zia principessa. Ma la vecchia signora, algida e distante, non è venuta a concederle il sospirato perdono, bensì a chiederle un formale atto di rinuncia alla sua quota del patrimonio familiare, allo scopo di costituire la dote per la sorella minore Anna Viola, prossima ad andare sposa. Il ricordo di eventi lontani ma mai cancellati dalla memoria e la possibilità di avvicinare una persona di famiglia spingono Angelica a chiedere insistentemente notizie del bambino.
Ma con implacabile freddezza la zia le annuncia che da oltre due anni il piccolo è morto, consumato da una grave malattia. Allo strazio della madre, caduta di schianto a terra, la vecchia non sa porgere altro conforto che una muta preghiera. Il pianto di Angelica continua, soffocato e straziante, anche dopo che la zia, ottenuta la firma, si allontana. Nel suo animo si fa strada l'idea folle e disperata di raggiungere il bambino nella morte per unirsi a lui per sempre. È scesa intanto la notte e Suor Angelica, non vista, si reca nell'orto del monastero: raccoglie alcune erbe velenose e con esse prepara una bevanda mortale.
D'improvviso, dopo aver bevuto pochi sorsi del distillato, Angelica è assalita da un angoscioso terrore: conscia di essere caduta in peccato mortale, si rivolge alla Vergine chiedendole un segno di grazia. E avviene il miracolo: la Madonna appare sulla soglia della chiesetta e, con gesto materno, sospinge il bambino fra le braccia protese della morente. Suor Angelica cade riversa dolcemente ed esala l'anima. Il miracolo sfolgora.

## Organico orchestrale

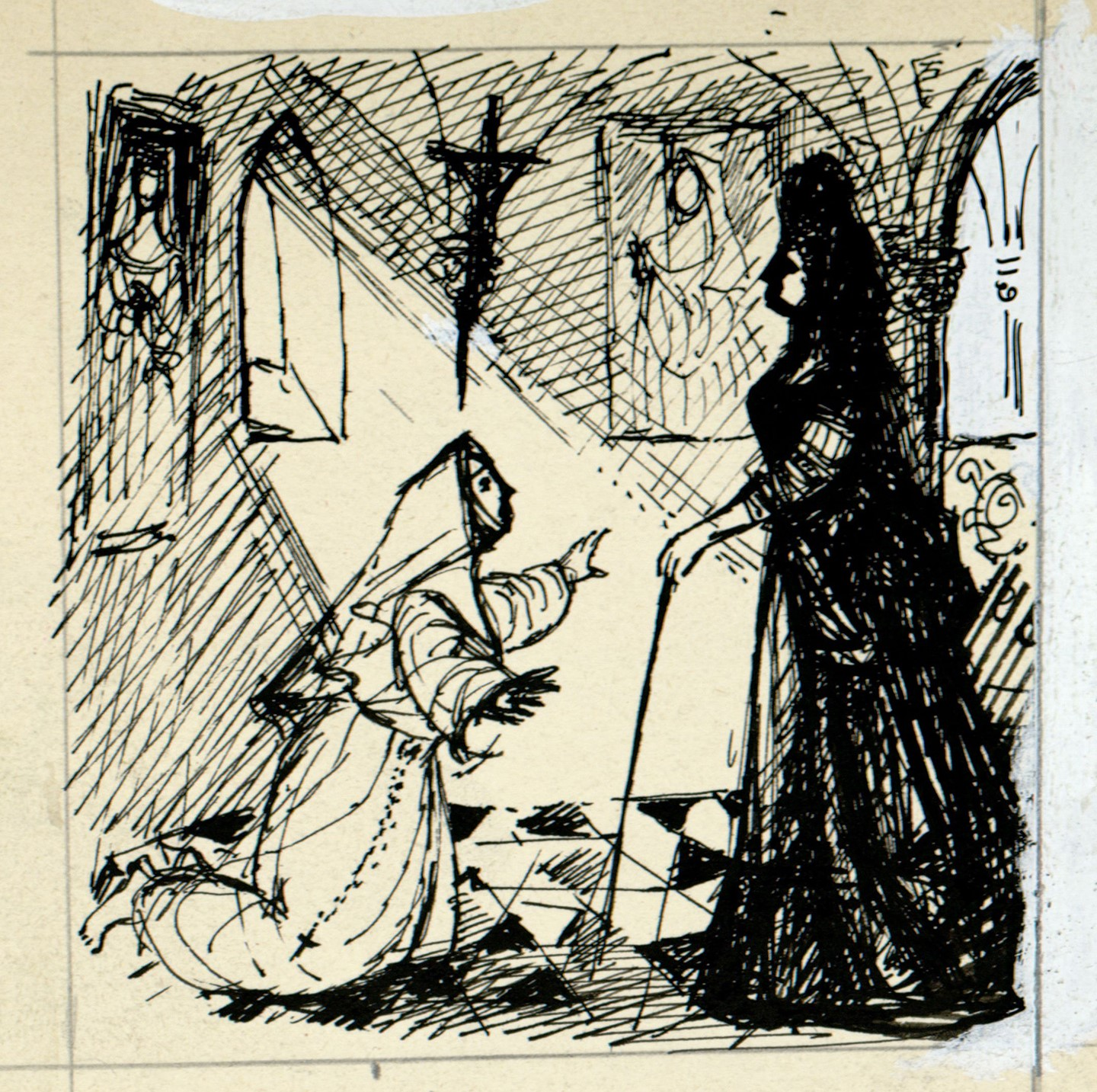
Disegno per copertina di libretto, disegno per Suor Angelica (s.d.). Archivio Storico Ricordi

La partitura di Puccini prevede l'utilizzo di:
- ottavino, 2 flauti, 2 oboi, corno inglese, 2 clarinetti, clarinetto basso, 2 fagotti
- 4 corni, 3 trombe, 3 tromboni, trombone basso
- timpani, triangolo, piatti, grancassa
- glockenspiel, celesta, arpa, campanella di bronzo (sulla scena)
- archi

Da suonare internamente:
- ottavino, 2 pianoforti, organo, 3 trombe, campane, piatti, tavolette

## Curiosità
- Puccini licenziò la partitura autografa di Suor Angelica il giorno 25 luglio 1917. Sotto la data, in alto a destra, è annotato il santo del giorno: San Giacomo. In effetti l'onomastico del Maestro è proprio il 25 luglio, con la Chiesa che festeggia San Giacomo il Maggiore. Questa è l'unica firma apposta alla partitura; facendo il confronto con altri autografi, questa modalità di siglare risulterebbe unicamente per il lavoro in questione. La pagina autografa può essere vista su Internet Culturale o nell'archivio digitale Ricordi
- Il 31 maggio 2022 è stato realizzato uno showcase a Milano per presentare Nessun dorma, un atto musicale ispirato ad un episodio della vita di Giacomo Puccini, scritto da Luca Giacomelli Ferrarini con le musiche di Marco Spatuzzi. Ambientato nel gennaio del 1909 nella villa di Torre Del Lago, Nessun Dorma, racconta uno spaccato della famiglia Puccini che ne cambierà le dinamiche famigliari. Giacomo Puccini, in seguito a un incidente, sta vivendo una crisi personale: la moglie Elvira Bonturi lo assilla con gelosia accusandolo di trascuratezza, gli impresari teatrali lo esortano a comporre nuova musica e la sua creatività si sta lentamente avvizzendo. Nello smarrimento intesserà un'intesa con una giovane donna, Doria Manfredi, fonte di ispirazione per la composizione dell’opera centrale del suo Trittico: Suor Angelica.

## Discografia
| Anno | Cast (Suor Angelica, La zia principessa)           | Direttore         | Etichetta                           |
| ---- | -------------------------------------------------- | ----------------- | ----------------------------------- |
| 1957 | Victoria de los Ángeles, Fedora Barbieri           | Tullio Serafin    | EMI Classics                        |
| 1962 | Renata Tebaldi, Giulietta Simionato                | Lamberto Gardelli | Decca Records                       |
| 1963 | Luisa Maragliano, Oralia Domínguez                 | Bruno Bartoletti  | House of Opera, Opera Omega Archive |
| 1973 | Katia Ricciarelli, Fiorenza Cossotto               | Bruno Bartoletti  | RCA Italiana                        |
| 1975 | Renata Scotto, Marilyn Horne                       | Lorin Maazel      | Sony Masterworks                    |
| 1978 | Joan Sutherland, Christa Ludwig                    | Richard Bonynge   | Decca Records                       |
| 1982 | Ilona Tokodi, Eszter Póka                          | Lamberto Gardelli | Hungaroton                          |
| 1987 | Lucia Popp, Marjana Lipovšek                       | Giuseppe Patanè   | Eurodisc                            |
| 1991 | Mirella Freni, Elena Souliotis                     | Bruno Bartoletti  | Decca Records                       |
| 1999 | Cristina Gallardo-Domâs, Bernadette Manca di Nissa | Antonio Pappano   | EMI Classics                        |

## Videografia
| Anno | Cast (Suor Angelica, La zia principessa) | Direttore            | Etichetta      |
| ---- | ---------------------------------------- | -------------------- | -------------- |
| 1983 | Rosalind Plowright, Dunja Vejzovic       | Gianandrea Gavazzeni | NVC Arts       |
| 1999 | Cristina Gallardo-Domâs, Jane Henschel   | Riccardo Chailly     | Avro Klassiek  |
| 2007 | Amarilli Nizza, Anna Maria Chiuri        | Julian Reynolds      | TDK            |
| 2008 | Barbara Frittoli, Marjana Lipovšek       | Riccardo Chailly     | Hardy Classics |
| 2011 | Ermonela Jaho, Anna Larsson              | Antonio Pappano      | Opus Arte      |

## Brani celebri
- Ave Maria (coro)
- Il principe Gualtiero vostro padre [...] Nel silenzio di quei raccoglimenti (duetto tra la Zia Principessa e Suor Angelica)
- Senza mamma (romanza di Suor Angelica)
- Ah, son dannata! (finale)